# Araguari
Araguari è un comune del Brasile nello Stato del Minas Gerais, parte della mesoregione del Triângulo Mineiro e Alto Paranaíba e della microregione di Uberlândia. Si trova sulle rive del fiume Jordão, un affluente del fiume Paranaíba.